# Irene Worth
Irene Worth, CBE (Fairbury, 23 de junho de 1916 — Nova Iorque, 9 de março de 2002) foi uma atriz estadunidense. Sua estreia na Broadway aconteceu em 1943 e, no ano seguinte, mudou-se para Londres. Worth foi premiada com três Tony Awards durante sua carreira.

## Filmografia
- Another Shore (1948)
- One Night with You (1948)
- Secret People (1952) com Valentina Cortese e Audrey Hepburn
- Orders to Kill (1958) com Lillian Gish, dirigido por Anthony Asquith
- The Scapegoat (1959) com Alec Guinness e Bette Davis
- Seven Seas to Calais (1963) com Rod Taylor
- King Lear (1971) com Paul Scofield
- Nicholas and Alexandra (1971) com Janet Suzman, Michael Jayston, Laurence Olivier, Jack Hawkins, Michael Redgrave e Harry Andrews
- Happy Days (1980) (TV)
- Eyewitness (filme) (1981) com William Hurt, Sigourney Weaver e Christopher Plummer, dirigido por Peter Yates
- Deathtrap (1982) com Michael Caine, Christopher Reeve e Dyan Cannon, dirigido por Sidney Lumet
- Separate Tables (TV) (1983) com Julie Christie, Alan Bates e Claire Bloom, dirigido por John Schlesinger
- The Tragedy of Coriolanus (1984) (TV), dirigido por Elijah Moshinsky
- Fast Forward (1985), dirigido por Sidney Poitier
- Lost in Yonkers (1993) com Richard Dreyfuss e Mercedes Ruehl, dirigido por Martha Coolidge
- Just the Ticket (1998) com Andy García e Andie MacDowell
- Onegin (1999) com Ralph Fiennes, Toby Stephens e Liv Tyler, dirigido por Martha Fiennes